# NGC 1146
NGC 1146 – asteryzm składający się z co najmniej czterech gwiazd, znajdujący się w gwiazdozbiorze Perseusza. Skatalogował go Heinrich Louis d’Arrest 29 stycznia 1864 roku, błędnie sądząc, że to zamglona gromada gwiazd.